# 米科瓦伊基
米科瓦伊基是波蘭的城鎮，位於該國東北部，由瓦爾米亞-馬祖里省負責管轄，始建於十五世紀，面積8.85平方公里，最高點海拔高度150米，2006年人口3,848。

## 外部連結
- （英文） Mikołajki, at Phorum website